# Marapoama
Marapoama è un comune del Brasile nello Stato di San Paolo, parte della mesoregione di São José do Rio Preto e della microregione di Novo Horizonte.